# Contea di Comal
La contea di Comal (in inglese Comal County) è una contea dello Stato del Texas, negli Stati Uniti. La popolazione al censimento del 2000 era di 20 874 abitanti. Il capoluogo di contea è New Braunfels.

## Storia
I primi abitanti della zona furono i Tonkawa, le tribù dei Wichita, i Karankawa, e i Lipan Apache.

## Geografia fisica
| Anno | Popolazione | ±%     |
| ---- | ----------- | ------ |
| 1850 | 1,723       |        |
| 1860 | 4,030       | 133.9% |
| 1870 | 5,283       | 31.1%  |
| 1880 | 5,546       | 5.0%   |
| 1890 | 6,398       | 15.4%  |
| 1900 | 7,008       | 9.5%   |
| 1910 | 8,434       | 20.3%  |
| 1920 | 8,824       | 4.6%   |
| 1930 | 11,984      | 35.8%  |
| 1940 | 12,321      | 2.8%   |
| 1950 | 16,357      | 32.8%  |
| 1960 | 19,844      | 21.3%  |
| 1970 | 24,165      | 21.8%  |
| 1980 | 36,446      | 50.8%  |
| 1990 | 51,832      | 42.2%  |
| 2000 | 78,021      | 50.5%  |
| 2010 | 108,472     | 39.0%  |

Secondo l'Ufficio del censimento degli Stati Uniti d'America la contea ha un'area totale di 575 miglia quadrate (1490 km²), di cui 559 miglia quadrate (1450 km²) sono terra, mentre 15 miglia quadrate (39 km², corrispondenti al 2,7% del territorio) sono costituiti dall'acqua.
La zona di faglia Scarpata di Balcones corre lungo la zona nord-orientale della contea, più o meno appena ad ovest della Interstate 35. Ad ovest della scarpata ci sono le colline rocciose e la regione collinosa della Texas Hill Country; ad est si trovano invece le praterie a rotazione delle pianure costiere.

### Strade principali
- Interstate 35
- U.S. Highway 281
- State Highway 46

### Contee adiacenti
- Blanco County (nord)
- Hays County (nord-est)
- Guadalupe County (sud-est)
- Bexar County (sud-ovest)
- Kendall County (nord-ovest)

## Politica
La contea fa parte: del 21º Distretto della Camera dei rappresentanti degli Stati Uniti, rappresentata dal repubblicano Lamar Seeligson Smith; del distretto 25 del Senato del Texas, rappresentata dalla repubblicana Donna Sue Burrows Campbell; del Distretto 73 della Camera dei Rappresentanti del Texas dalla repubblicano Kyle Biedermann.